# Força Terrestre 90

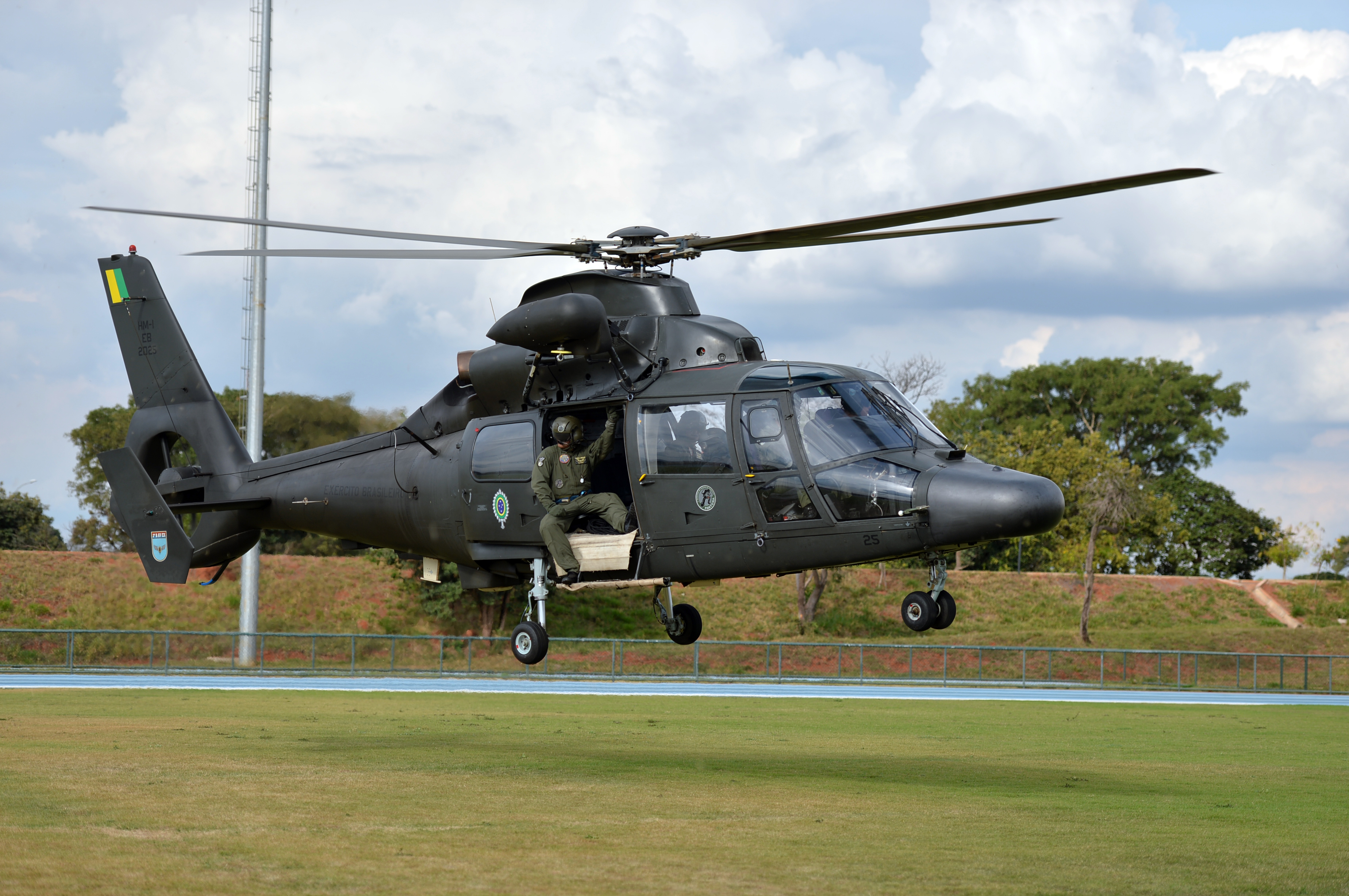
HM-1 Pantera da Aviação do Exército, principal avanço tecnológico e de organização da FT 90

A Força Terrestre 90 (FT 90) foi um programa de modernização do Exército Brasileiro na segunda metade dos anos 1980, a meta a curto prazo na construção do “exército do futuro”, que deveria se estender até 2015 com os planos Força Terrestre 2000 (FT 2000) e Força Terrestre do Século XXI (FT 21). A reestruturação e modernização do Exército foi estudada a partir da observação da Guerra das Malvinas, em 1982. Em 1995 o cronograma foi alterado para uma nova FT 2000 (a curto prazo), FT 2010 e FT 2025. Este cronograma foi substituído pelo “Processo de Transformação do Exército”, iniciado em 2010.
A obsolescência das capacidades militares era alarmante desde a derrota das Forças Armadas Argentinas, mais modernas que as brasileiras, no conflito nas Malvinas. O planejamento foi sistematizado pelo Estado-Maior do Exército (EME), que redigiu o Sistema de Planejamento do Exército (SIPLEx). Além da mudança qualitativa, a força terrestre deveria ser expandida, de 187 mil homens em 1985 para 300 mil em 2015. O primeiro governante após o fim da ditadura militar, José Sarney (1985–1990) liberou verbas extraorçamentárias para o programa, mas governos seguintes cortaram o orçamento militar, e a expansão ambiciosa do efetivo não ocorreu.
As ambições definidas no SIPLEx em 1985 não foram plenamente realizadas, mas das décadas de 1980 a 2000, o Exército adquiriu novas capacidades tecnológicas, especialmente a guerra eletrônica e os helicópteros da Aviação do Exército, renovou alguns de seus materiais, desconcentrou as forças do Rio de Janeiro, reforçou o Comando Militar da Amazônia, expandiu suas forças de ação rápida, incluindo a infantaria aeromóvel e forças de operações especiais, designou unidades de emprego peculiar e centros de instrução especializados e tentou profissionalizar o efetivo, reduzindo sua dependência no serviço militar obrigatório.

## O “choque” de 1982
O Exército Brasileiro passou por amplas reformas a partir do Plano Diretor de 1970. Ao contrário das reestruturações anteriores, a doutrina militar era formulada no Brasil. A nova ordem de batalha, muito semelhante à que existe no século XXI, foi baseada em brigadas, cujo porte era mais factível às condições brasileiras do que as divisões existentes até então. Novos tipos de unidade foram criados e mobiliados com novos caminhões e blindados. A indústria bélica nacional aproximava-se do seu apogeu. Entretanto, as reformas perderam força com a crise econômica no início dos anos 1980. Muitas unidades ainda estavam incompletas, e faltavam veículos motorizados e blindados. Algumas das propostas do Plano de 1970 não haviam sido implementadas, como a recriação da Aviação do Exército. Os gastos militares haviam caído de 1,98% do orçamento da União, em 1971, a 1% em 1978.
Em abril de 1981 o ministro do Exército, o general Walter Pires, foi convidado a instalações militares do Exército Argentino, que estava numa corrida armamentista com o Chile. Na visita ele constatou a obsolescência tecnológica brasileira, especialmente na artilharia, blindados e materiais eletrônicos. No ano seguinte a Argentina travou a Guerra das Malvinas com o Reino Unido. Operando a 700 quilômetros de suas bases, as Forças Armadas Argentinas, consideradas as mais modernas do continente, foram derrotadas pelos britânicos, cuja base mais próxima estava a cerca de 6 000 quilômetros. Os Estados Unidos, apesar de sua associação aos países sul-americanos pelo Tratado Interamericano de Assistência Recíproca e Organização dos Estados Americanos, foram favoráveis aos britânicos.
Parte dos militares brasileiros via o bloco ocidental da Guerra Fria com tanta suspeita quanto o bloco comunista, e a geopolítica brasileira movia-se da rivalidade “leste-oeste” para a “norte-sul”. Já naquela época surgia o temor de uma pressão internacional sobre a Amazônia brasileira. O presidente João Figueiredo recusou-se a contribuir um batalhão de paraquedistas numa hipotética intervenção americana no Suriname, que recebia assistência cubana, e nessa época foi criado um esquadrão de cavalaria mecanizada em Roraima, por temor do transbordamento da disputa territorial entre a Venezuela e Guiana. O Estado-Maior do Exército (EME) começou a trabalhar a hipótese de uma guerra com um país do bloco ocidental, muito superior econômica e militarmente. Entretanto, as Forças Armadas Brasileiras estariam defasadas numa guerra convencional de média intensidade. Faltavam equipamentos básicos para a tropa, e o nível de operacionalidade era muito baixo.

## O Sistema de Planejamento do Exército
Em 8 de junho de 1982, ainda antes da capitulação argentina, Walter Pires ordenou a avaliação do armamento, material e equipamento disponíveis e o planejamento de “um núcleo potente, essencialmente profissional, com características de “força de intervenção”, indispensável à pretendida estratégia de dissuasão”. Em novembro o EME concluiu seu “Estudo Histórico-Doutrinário sobre a Guerra do Atlântico Sul”. Concluía-se, pelo conflito, a importância da inteligência militar e da integração com a Marinha e a Força Aérea. A estrutura logística em tempo de paz deveria ser a mais próxima possível da guerra. A guerra eletrônica tornava as comunicações vulneráveis à detecção, escuta ou corte pelo inimigo. O sistema de serviço militar obrigatório deveria ser repensado.

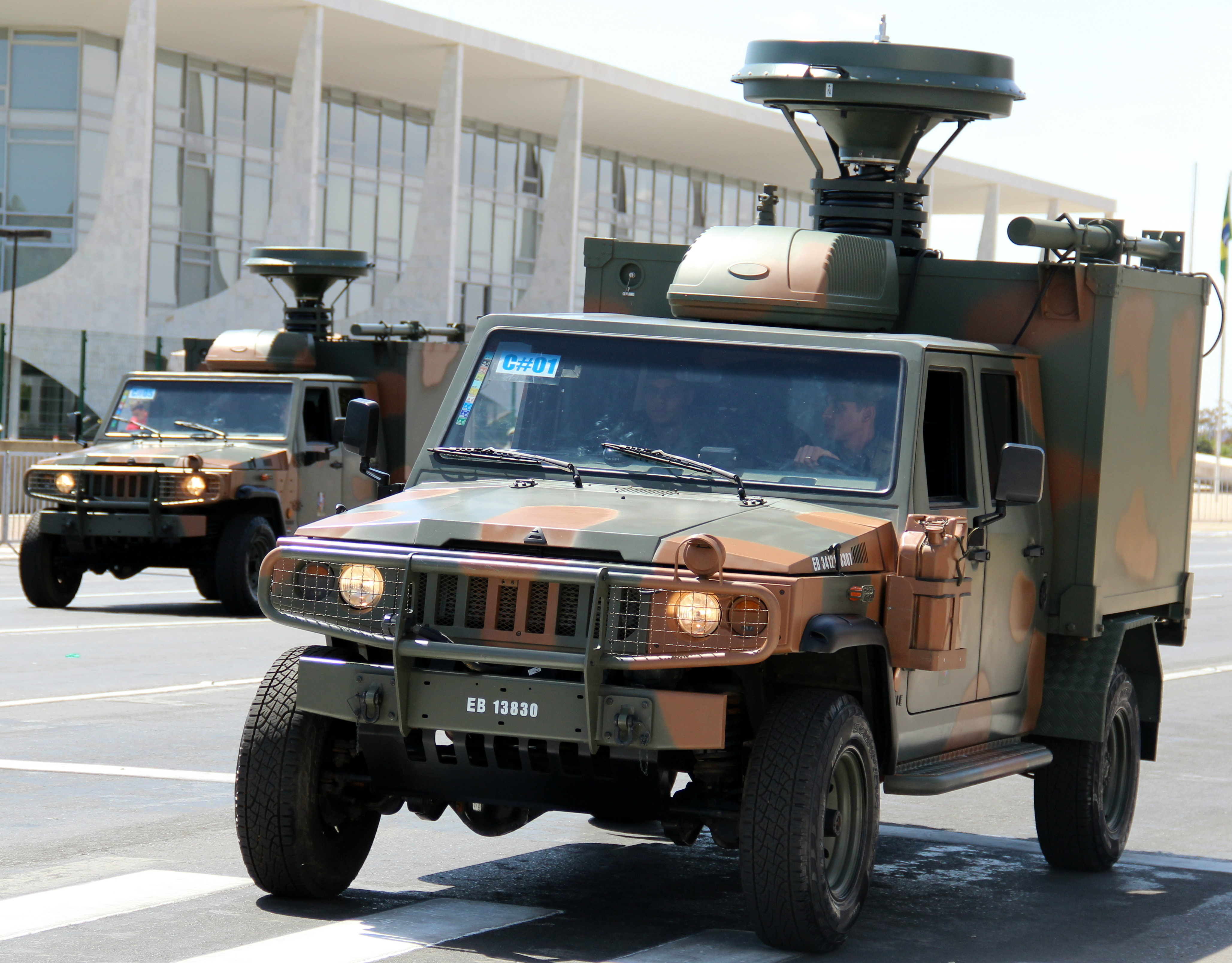
Agrale Marruá com equipamento de medidas de apoio de guerra eletrônica

O Estudo Histórico-Doutrinário recomendou a obtenção de sistemas de busca de alvos e direção de tiro, rádios ultraportáteis, comunicações via satélite, equipamentos de guerra eletrônica ofensiva e defensiva, helicópteros de transporte de tropa, mísseis superfície-ar, antirradar e superfície-superfície e materiais para seu controle individual, mísseis, foguetes e lança-granadas descartáveis de infantaria, aparelhos individuais e coletivos de visão noturna e uniformes apropriados ao clima de cada região do país.
Os estudos mudaram a gestão, administração, estratégia e doutrina no Exército. Por volta de 1983, a Seção de Estratégia da 1.ª Subchefia do EME planejava o “exército do futuro”, o que seria o embrião dos programas Força Terrestre. Em 1984 o ministro do Exército ordenou ao EME a criação de um documento único para estabelecer a missão do Exército e seu sistema de planejamento estratégico. O resultado, aprovado oficialmente em dezembro de 1985, foi o Sistema de Planejamento do Exército (SIPLEx), organizado em tomos/livros. O SIPLEx perdura até o século XXI, pois é revisado periodicamente. Seu ciclo de planejamento prevê uma constante realimentação de informações e alteração dos planos à medida que eles são executados.
O SIPLEx-6 contemplava diversos Planos Básicos, incluindo um Plano de Reestruturação do Exército, no qual constavam metas a curto prazo (1990), médio prazo (2000) e longo prazo (2015), correspondendo aos programas Força Terrestre 90 (FT 90), Força Terrestre 2000 (FT 2000) e Força Terrestre do Século XXI (FT 21). O planejamento incluía as metas ainda incompletas do Plano de 1970 e acrescentava novas.

## Implementação do FT 90 e 2000

### Condições orçamentárias

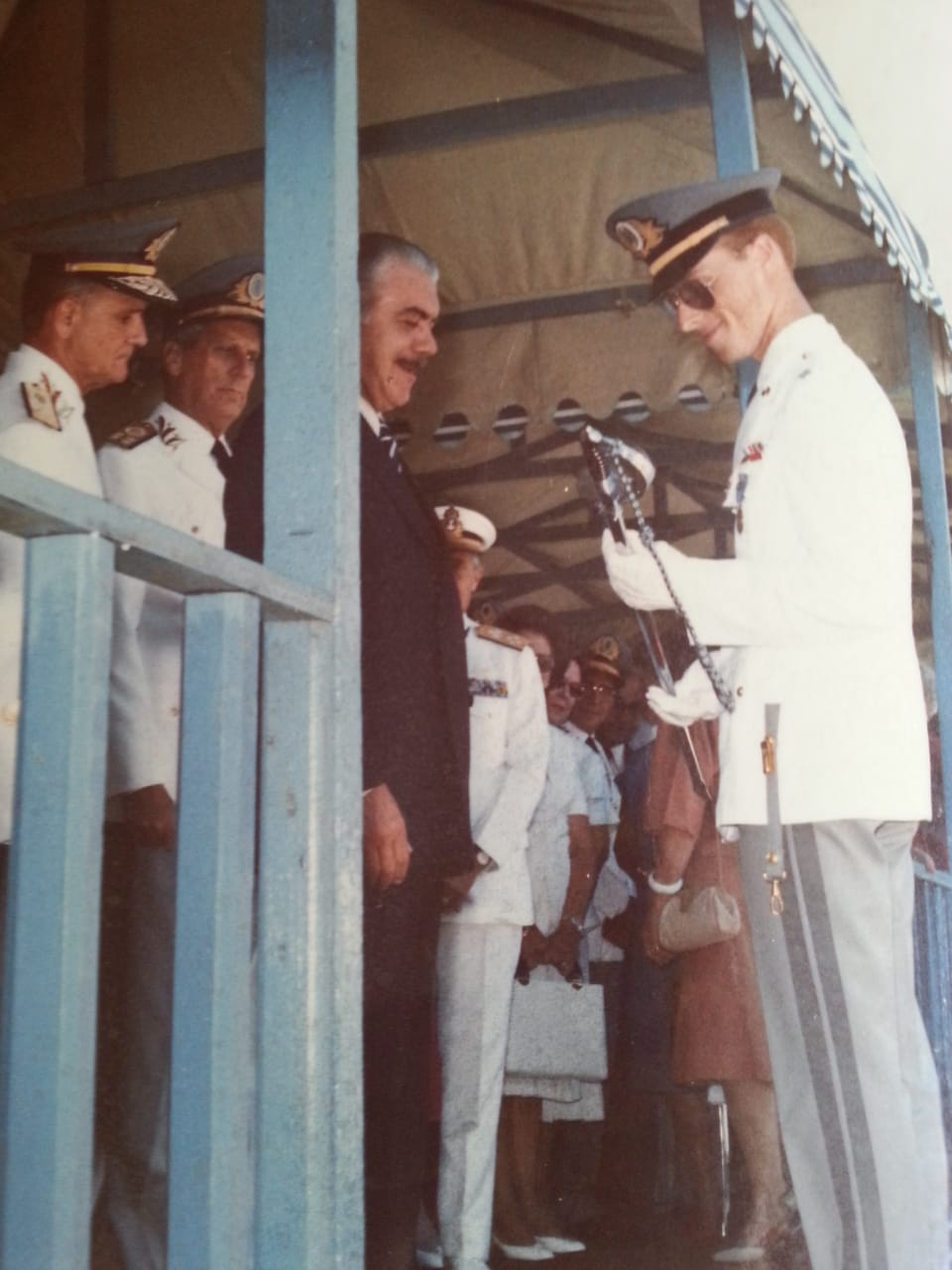
Ministro Leônidas e presidente Sarney, respectivamente segundo e terceiro da esquerda para a direita

Os investimentos pretendidos poderiam ser obstruídos pela estagnação econômica nacional e a perda de poder dos militares ao final da ditadura militar, em 1985. Entretanto, o discurso da defesa nacional estava em voga, e o primeiro presidente pós-ditadura, José Sarney, estava numa situação política frágil. Sarney recorreu ao apoio político do general Leônidas Pires Gonçalves, seu ministro do Exército, que apresentou em 4 de junho de 1985 uma “Exposição de Motivos” solicitando recursos para a reestruturação da força terrestre. Quintenhos milhões de dólares em recursos extraorçamentários foram alocados ao Exército em 1986–1987, e o Plano Cruzado, ao eliminar a correção monetária, aumentou seu poder de compra. Ainda assim, o período não foi de fartura para o Exército, pois era preciso completar ou atualizar materiais em toda a força e os custos eram pesados. Havia projetos prioritários, nomeadamente a Guerra Eletrônica e a Aviação do Exército; esta última absorveria a maior parte dos recursos.
Na virada dos anos 1990 o clima do Exército era muito otimista. Diante da Aviação do Exército, o Projeto Calha Norte, os projetos de carros de combate nacionais das empresas Bernardini e Engesa e a participação em missões de paz na África, oficiais vislumbravam que o Exército Brasileiro se juntaria aos mais avançados do mundo. A Academia Militar das Agulhas Negras (AMAN) foi reformada em 1988 para acomodar mais cadetes, pois o SIPLEx previa uma grande expansão do efetivo, de 197 mil em 1986 a 300 mil em 2015.
O orçamento das Forças Armadas sofreu cortes severos na década de 1990. A FT 2000, que deveria ser a continuação da FT 90, tornou-se uma segunda tentativa de realizar suas ambições. A revisão do SIPLEx em 1995 definiu a FT 1995 como o ponto de partida, FT 2000 como a “meta estratégica de curto prazo” e FT 2010 e FT 2025 como metas de médio e longo prazo. A mudança teria que ser qualitativa, não quantitativa, e os investimentos seriam concentrados em um “núcleo de modernidade”.
Conforme o major Júlio César Aguiar Siqueira, “o Projeto FT90, se concretizado, deveria mudar a estrutura organizacional do Exército no panorama temporal entre 1984 e 2015. Na prática, o que se verificou foram mudanças que se estenderam apenas entre 1984 e 2005, com uma reprogramação do projeto num espaço temporal intermediário (1995) para a correção de rumos e que acabou por renomear o Projeto original para FT2000”. A partir de 2005 os estudos do EME trataram de conflitos de amplo espectro do século XXI, culminando num novo planejamento em 2010, o “Processo de Transformação do Exército”.
Desde 1984 ocorreram mudanças significativas, mas a promessa do “Exército do futuro”, que deveria existir em 2010, foi postergada a 2030. Para o major Fernando Augusto Valentini da Silva, a culpa não é somente do orçamento, mas também das metas ambiciosas demais, a crença de que a “força do futuro” só existirá quando todas as unidades tiverem material no estado da arte, a resistência a mudanças, as constantes mudanças de prioridades, a baixa capacidade de gestão de projetos e o processo de tomada de decisão não institucionalizado. Para o ex-ministro Leônidas, seus sucessores não conseguiram converter o FT 2000 e FT 21 em planos de Estado, e eles acabaram “engavetados” por descontinuidade administrativa.

### Tecnologia

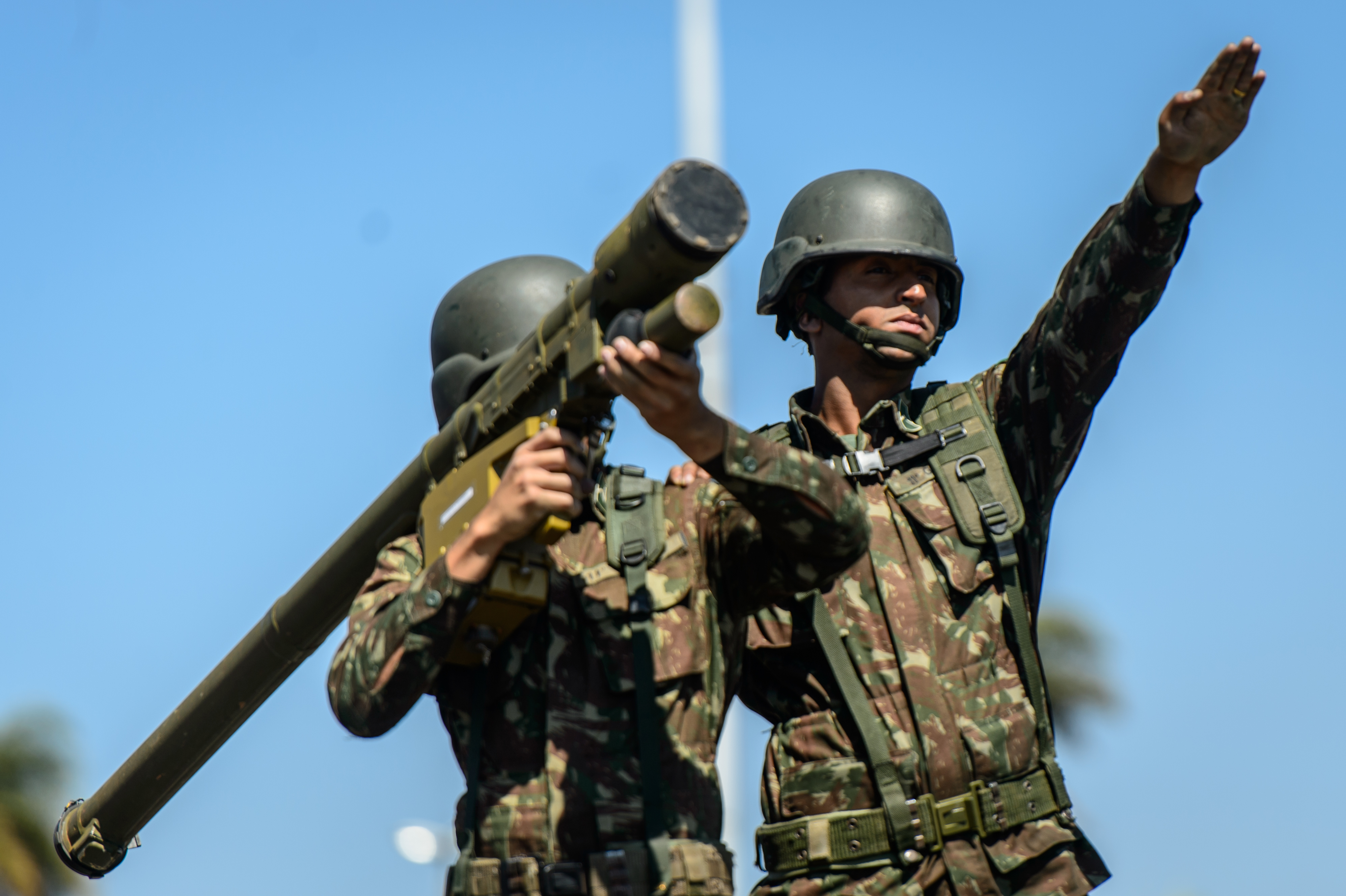
Mísseis antiaéreos Igla e uniformes camuflados

A Aviação do Exército e a Guerra Eletrônica exigiram, além da compra de equipamento, o envio de militares para estudar no exterior e a criação de um corpo de doutrina. No caso da aviação, os helicópteros foram comprados antes mesmo de ter a doutrina pronta, pois o importante era aproveitar a conjuntura. O primeiro Batalhão de Aviação do Exército foi criado em 1986, e a primeira Companhia de Guerra Eletrônica em 1991. A aviação exclusivamente operava helicópteros. Ela pode ser considerada o carro-chefe da FT 90, com grande valor simbólico, e foi a maior mudança organizacional decorrente do programa.
Nas compras de materiais, priorizavam-se também, até 1988, a obtenção de mísseis anticarro portáteis, artilharia antiaérea, artilharia autopropulsada de 155 milímetros e materiais de engenharia. A artilharia de 155 milímetros só seria adquirida em 1999, na forma de obuseiros M109. O projeto de um míssil anticarro de fabricação nacional, o MSS-1.2, iniciou em 1986, mas demoraria décadas. Um novo regulamento de uniformes foi editado, ampliando o uso da camuflagem, até então limitada a algumas organizações especializadas. Em 1986 o Exército recebeu da Avibras um protótipo do sistema computadorizado de direção de tiro EDT/FILA, usado pela artilharia antiaérea. A produção nacional dos materiais era uma das preocupações. Os helicópteros, por exemplo, eram de uma empresa estrangeira (a Aérospatiale), mas produzidos localmente na Helibras.
Para a FT 90 e FT 2000, pretendia-se adquirir equipamentos de vigilância terrestre (radar), visão noturna (infravermelho, imagem termal e intensificador de luz), comunicação e guerra eletrônica, viaturas blindadas de transporte de pessoal (VBTPs) e de combate de infantaria (VBCIs) e mísseis antiaéreos. Os primeiros mísseis antiaéreos portáteis brasileiros, os 9K38 Igla, foram adquiridos em 1994. Nenhum VBCI chegou a ser adquirido. Os estudos para uma “Nova Família de Blindados sobre Rodas” iniciaram no final dos anos 1990 e conduziriam à produção do VBTP-MR Guarani nos anos 2010.
A Guerra do Golfo de 1991 foi um segundo “choque externo” após a Guerra das Malvinas, novamente chamando atenção para a necessidade de modernizar a força. A guerra foi um marco da “revolução dos assuntos militares”, e em resposta o EME formulou em 1996 a Doutrina Delta, que deveria adaptar o Exército às demandas da Terceira Revolução Industrial. Seu maior efeito tecnológico foi a compra de carros de combate Leopard 1 e M60, comprados de segunda mão no exterior, pois a indústria bélica brasileira estava em colapso.

### Organização
A divisão territorial da força terrestre foi alterada em 1985: os quatro exércitos numerados e dois comandos de área deram lugar a sete Comandos Militares de Área, hierarquicamente iguais. O EME também estudou a organização do Ministério do Exército, de 1988 a 1990, e criticou a existência de três órgãos diferentes de direção geral: o próprio EME, o Alto Comando do Exército e o Conselho Superior de Economia e Finanças. Sua proposta foi centralizar a direção geral num único órgão, que seria o próprio EME. A conclusão possivelmente foi conflituosa, e a proposta só seria implementada em 2006. A curto prazo, a maior mudança foi a criação do Comando de Operações Terrestres (COTER) em 1990, desonerando o EME dos aspectos executivos das operações. Em 1999, com a criação do Ministério da Defesa (MD), o Ministério do Exército tornou-se o atual Comando do Exército. A integração das três Forças Armadas, pretendida pelo MD, foi gradual.
No cronograma original da FT 90/FT 2000, o número de brigadas cresceria de 26, em 1985, para 38. A realidade foi muito diferente, e em 2007 havia 27 brigadas. Por falta de condições econômicas, o Exército teve que transformar e deslocar unidades. A anacrônica concentração de forças no Rio de Janeiro foi corrigida: de sete brigadas no Comando Militar do Leste em 1985, só restaram três. O Comando Militar do Sul, com nove brigadas, perdeu uma. O Comando Militar da Amazônia foi de duas a cinco brigadas, graças à desativação de três brigadas de infantaria motorizada do Rio de Janeiro e Rio Grande do Sul, a 1.ª, 2.ª e 16.ª. A FT 2000 projetava seis brigadas, não cinco, mas o reforço à Amazônia, integrado ao Projeto Calha Norte, pode ser considerado uma das vitórias do planejamento. Em 2003 as quatro brigadas blindadas foram reduzidas a duas, mas equiparadas em tamanho às suas equivalentes no Exército Argentino.
Apesar de não crescer em tamanho, o Exército tornou-se mais especializado, criando centros de instrução e unidades de emprego peculiar para terrenos específicos (Pantanal, caatinga), meios de progressão (aviação, blindados), operações (operações especiais, operações de paz, garantia da lei e da ordem) e especializações das armas técnicas (engenharia de construção, artilharia de foguetes, guerra eletrônica). As forças de ação rápida, até então limitadas à Brigada de Infantaria Paraquedista, foram complementadas pelas brigadas de Aviação do Exército (1989), Infantaria Leve (Aeromóvel) (1995) e Operações Especiais (2003). A partir de 1999, as unidades prioritárias receberam uma porcentagem maior de soldados profissionais. Até então o Exército tentava profissionalizar todo o efetivo, engajando mais soldados no Núcleo Base (NB) e incorporando menos recrutas ao Efetivo Variável (EV), mas o custo maior da tropa profissional foi um entrave ao experimento.